# Cerco de Lanhoso
O Cerco de Lanhoso foi um episódio bélico da história do Condado Portucalense, que se deu em 1121, entre as hostes de D. Teresa, que à data governava o condado e as de D. Urraca, rainha de Leão. 

## História
Após a morte do conde D. Henrique, D. Teresa, sua viúva, assumiu a regência do condado na menoridade do seu filho Afonso Henriques. Alimentava esperanças de vir a reinar sobre a Galiza e Portugal independente de Leão, com o apoio da nobreza galega. D. Teresa associara-se à facção que se formou em prol de Afonso Raimundes, filho menor de D. Urraca, contra o mau governo desta e que incluía o arcebispo de Compostela Diego Gelmires e o conde Pedro Froilaz de Trava, pai de Fernão Peres de Trava, por quem D. Teresa se apaixonou e empossou do governo do Porto e Coimbra.
Avisada da conspiração no ocidente peninsular contra a sua autoridade, em 1121 dirigiu-se D. Urraca ao Minho para reduzir à obediência a condessa sua irmã, com um exército que contava não só com leoneses mas também com galegos, entre eles os cavaleiros-vilões de Compostela e o arcebispo Diogo Gelmires, que antes ajudara Fernão Peres.
D. Teresa e Fernão Peres de Trava também reuniram as suas hostes mas, entre os portugueses sob o comando de Fernão Peres, feito alferes de D. Teresa, instalou-se o pânico e lograram os leoneses e galegos atravessar o rio Minho sem resistência. Transpostas as fronteiras do condado, seguiu-se uma breve campanha em que as terras portuguesas foram assoladas até ao rio Douro. D. Teresa recuou para Braga e dali para o castelo de Lanhoso, ao qual D. Urraca veio a impor cerco.
Sobre os guerreiros galegos de D. Urraca porém, recaíram suspeitas quanto à sua lealdade e Diego Gelmires foi inclusivamente preso. Nestas condições, firmou D. Urraca um acordo com D. Teresa, conhecido doravante como o Tratado de Lanhoso.

## Consequências
Segundo o Tratado de Lanhoso, a condessa reconhecia a irmã como sua legítima suserana e em troca recebia Zamora, Toro, Salamanca, e Ávila, que conseguiu com o apoio dos nobres galegos.
Não duraram as disposições assinadas em Lanhoso muito tempo. Pouco tempo depois estalariam na Galiza, Leão e Castela novas revoltas contra a autoridade de D. Urraca e a elas se juntou D. Teresa. Não obstante, a próxima associação de D. Teresa a Fernão Peres de Trava e aos galegos levou a que perdesse o apoio de muitos nobres portugueses que, ciosos da sua autonomia passaram a apoiar o seu filho D. Afonso Henriques, tal como D. Teresa antes apoiara Afonso Raimundes.